# Empire (Brettspiel)
Empire oder History of the World ist ein Brettspiel von Gary Dicken und Steve Kendall (Ragnar Brothers) für drei bis sechs Spieler, in dem der Aufstieg und Fall verschiedener Völker simuliert wird. Das Spiel gliedert sich in sieben Epochen von den Anfängen der Zivilisation bis zum Vorabend des Ersten Weltkriegs. Während dieser Epochen übernimmt jeder Spieler per Zufall eine von sieben Kulturen, die in dieser Epoche ihren Höhepunkt hatten, etwa die Sumerer, Römer, Hunnen, Franken, Mongolen, Spanier oder die Mandschu-Dynastie. Dabei gilt es, durch Eroberung und Bau von Städten und Monumenten sowie Vorherrschaften in einzelnen Regionen der Erde, möglichst viele Siegpunkte zu sammeln. Der besondere Reiz des Spiels liegt darin, dass jeder Spieler in einer anderen Epoche ein anderes Volk übernimmt und so seine Spielsteine über die ganze Welt verteilt. Das Spiel ähnelt nicht nur optisch Civilization, auch von der Spieldauer her kann es hier mehrere Stunden dauern, bis ein Ende erreicht ist.
Die englische Originalversion des Spiels ist bei Ragnar Brothers als History of the World 1991 erschienen. Danach wurde es von Gibsons Games, Welt der Spiele (auf Deutsch), Compendium Games (auf Niederländisch) und 1993 von Avalon Hill als Empire oder History of the World verlegt. Nachdem Avalon Hill von Hasbro aufgekauft wurde, erschien eine geänderte Neuauflage 2001 erneut bei Hasbro.

## Spielablauf
In jeder der sieben Epochen erhalten die Spieler zufällig eines von sieben Völkern, die in dieser Epoche ihre Blüte hatten. Dieses Volk kann entweder behalten oder „weitervererbt“ werden. Da die Völker unterschiedlich stark sind (Truppenstärke, aber auch das Vorhandensein von Seefahrt oder einer Hauptstadt), ist jeder Spieler darauf bedacht, selbst ein starkes Volk zu bekommen und die schwachen den führenden Spielern zuzuschieben; deshalb fangen die schwächsten Spieler die Epoche auch an. Wenn jeder Spieler sein Volk erhalten hat, werden diese der Reihe nach ausgespielt, wobei ein zufällig gezogenes Ereignis dem Spieler einen Vorteil bringt; so garantiert ein Herrscher z. B. einen Bonus in Kämpfen, oder ein kleines Volk bringt zusätzliche Einheiten. Der Spieler expandiert nun ausgehend von der Startregion seines Volkes sein Reich und erobert dabei möglichst viele Gebiete, Städte und Rohstoffvorkommen; etwaige Kämpfe werden hierbei ähnlich wie bei Risiko ausgewürfelt, wobei es diverse Modifikationen geben kann. Am Ende des Zuges können noch Monumente errichtet werden. Da dieses Volk danach nicht mehr verstärkt wird, gilt es, sein Reich für spätere Angriffe zu befestigen, damit angreifende Gegner möglichst viele eigene Einheiten vor der Eroberung verlieren. Es folgt eine Punktwertung die abhängig von der Region und der Zahl der beherrschten Gebiete, aber auch der Zahl der Städte und Monumente ist. In der nächsten Epoche wird dann ein anderes Volk gespielt, das zwar dieselbe Farbe, aber ein anderes Wappentier hat, gespielt. Wer am Ende der siebten Epoche die meisten Siegpunkte gesammelt hat, gewinnt das Spiel.

## Epochen
Das Spiel deckt grob folgende sieben Epochen der Weltgeschichte ab:
- 1. Epoche: Bronzezeit (3000 – 1400 v. Chr.)
- 2. Epoche: Eisenzeit (1400 – 450 v. Chr.)
- 3. Epoche: klassische Antike (450 v. Chr. – 300 n. Chr.)
- 4. Epoche: Spätantike / Frühmittelalter (300 – 750 n. Chr.)
- 5. Epoche: Hochmittelalter (750 – 1300 n. Chr.)
- 6. Epoche: Spätmittelalter / Renaissance (1300 n. Chr. – 1550 n. Chr.)
- 7. Epoche: Neuzeit (1550 – 1914 n. Chr.)